# Анока (Міннесота)
Анока (англ. Anoka) — місто (англ. city) в США, в окрузі Анока штату Міннесота. Населення — 17 921 особа (2020).

## Географія
Анока розташована за координатами 45°12′53″ пн. ш. 93°23′21″ зх. д. / 45.21472° пн. ш. 93.38917° зх. д. (45.214675, -93.389229).  За даними Бюро перепису населення США в 2010 році місто мало площу 18,67 км², з яких 17,34 км² — суходіл та 1,32 км² — водойми.

## Демографія
Згідно з переписом 2010 року, у місті мешкали 17 142 особи в 7060 домогосподарствах у складі 4202 родин. Густота населення становила 918 осіб/км².  Було 7493 помешкання (401/км²).
Расовий склад населення:
| - 88,0 % — білих - 4,7 % — чорних або афроамериканців - 1,8 % — азіатів - 1,0 % — корінних американців - 1,6 % — осіб інших рас |

До двох чи більше рас належало 3,0 %. Частка іспаномовних становила 4,2 % від усіх жителів.
За віковим діапазоном населення розподілялося таким чином: 21,9 % — особи молодші 18 років, 64,4 % — особи у віці 18—64 років, 13,7 % — особи у віці 65 років та старші. Медіана віку мешканця становила 37,6 року. На 100 осіб жіночої статі у місті припадало 99,1 чоловіків;  на 100 жінок у віці від 18 років та старших — 96,8 чоловіків також старших 18 років.
Середній дохід на одне домашнє господарство  становив 58 763 долари США (медіана — 45 820), а середній дохід на одну сім'ю — 72 082 долари (медіана — 62 955). Медіана доходів становила 42 808 доларів для чоловіків та 37 125 доларів для жінок. За межею бідності перебувало 13,5 % осіб, у тому числі 19,0 % дітей у віці до 18 років та 6,5 % осіб у віці 65 років та старших.
Цивільне працевлаштоване населення становило 8438 осіб. Основні галузі зайнятості: освіта, охорона здоров'я та соціальна допомога — 22,8 %, виробництво — 15,5 %, роздрібна торгівля — 9,8 %, науковці, спеціалісти, менеджери — 9,4 %.